# La Secte (bande dessinée)
Pour les articles homonymes, voir La Secte.
La Secte est une bande dessinée de la série Jeremiah de Hermann parue en 1982.

## Synopsis
Monsieur Craig, homme très influent et très riche, engage Jeremiah et Kurdy et quelques militaires comme gardes du corps afin de les protéger, lui et sa famille, pendant un voyage. Le voyage ne va pas se passer sans heurts... car les convois sont souvent la cible de différentes espèces. Ils rencontrent également en chemin un dynamiteur qui va les accompagner - et les aider.
L'escorte va devoir laisser un de leurs blessés dans un village dont l'idole païenne Inemokh inspire une folie dangereuse à ses villageois.

## Analyse
Comme d'habitude dans les récits de Jeremiah, le village de la secte est considéré comme anecdotique par rapport aux événements vécus par Kurdy et son compagnon... Hermann ne considère pas ce qui se passe avant et après le passage de nos deux compères car ils ne laisseront aucune trace dans le paysage... et vice-versa.

### Documentation
- Philippe Pierre-Adolphe, « Les 50 Meilleurs Albums de l'année : La Secte », dans Jean-Luc Fromental (dir.), L'Année de la bande dessinée 82-83, Temps futurs, 1982, p. 56.